# Hyposmocoma
Hyposmocoma là một chi bướm đêm có từ 320-350 loài được biết đến ở quần đảo Hawaii. Phần lớn loài này ăn lá và hoa cây. Trong bốn loài của Hyposmocoma (một loài là Hyposmocoma molluscivora) thì con sâu có tơ dùng để bắt ốc sên.

## Các loài
- Phân chi Euperissus
- Hyposmocoma adelphella Walsingham, 1907
- Hyposmocoma adolescens Walsingham, 1907
- Hyposmocoma agnetella (Walsingham, 1907)
- Hyposmocoma albocinerea (Walsingham, 1907)
- Hyposmocoma alticola Meyrick, 1915
- Hyposmocoma anthinella (Walsingham, 1907)
- Hyposmocoma argentea Walsingham, 1907
- Hyposmocoma argomacha Meyrick, 1935
- Hyposmocoma argyresthiella (Walsingham, 1907)
- Hyposmocoma arundinicolor (Walsingham, 1907)
- Hyposmocoma aspersa (Butler, 1882)
- Hyposmocoma auroargentea Walsingham, 1907
- Hyposmocoma barbata Walsingham, 1907
- Hyposmocoma basivittata (Walsingham, 1907)
- Hyposmocoma bitincta (Walsingham, 1907)
- Hyposmocoma brevistrigata Walsingham, 1907
- Hyposmocoma caecinervis Meyrick, 1928
- Hyposmocoma catapyrrha (Meyrick, 1935)
- Hyposmocoma centralis Walsingham, 1907
- Hyposmocoma centronoma Meyrick, 1935
- Hyposmocoma chilonella Walsingham, 1907
- Hyposmocoma chloraula Meyrick, 1928
- Hyposmocoma cleodorella (Walsingham, 1907)
- Hyposmocoma columbella (Walsingham, 1907)
- Hyposmocoma complanella (Walsingham, 1907)
- Hyposmocoma confusa (Walsingham, 1907)
- Hyposmocoma coprosmae (Swezey, 1920)
- Hyposmocoma corticicolor (Walsingham, 1907)
- Hyposmocoma cristata (Butler, 1881)
- Hyposmocoma cryptogamiella (Walsingham, 1907)
- Hyposmocoma cuprea (Walsingham, 1907)
- Hyposmocoma diffusa (Walsingham, 1907)
- Hyposmocoma digressa (Walsingham, 1907)
- Hyposmocoma discolor Walsingham, 1907
- Hyposmocoma divergens (Walsingham, 1907)
- Hyposmocoma dorsella Walsingham, 1907
- Hyposmocoma ekaha Swezey, 1910r
- Hyposmocoma elegans (Walsingham, 1907)
- Hyposmocoma eleuthera (Walsingham, 1907)
- Hyposmocoma emendata Walsingham, 1907
- Hyposmocoma empetra (Meyrick, 1915)
- Hyposmocoma enixa Walsingham, 1907
- Hyposmocoma ensifer Walsingham, 1907
- Hyposmocoma epicharis Walsingham, 1907/
- Hyposmocoma erebogramma (Meyrick, 1935)
- Hyposmocoma erismatias Meyrick, 1928
- Hyposmocoma exaltata (Walsingham, 1907)
- Hyposmocoma exornata Walsingham, 1907
- Hyposmocoma exsul (Walsingham, 1907)
- Hyposmocoma falsimella Walsingham, 1907
- Hyposmocoma ferruginea (Swezey, 1915)
- Hyposmocoma flavicosta (Walsingham, 1907)
- Hyposmocoma fluctuosa (Walsingham, 1907)
- Hyposmocoma fractivittella Walsingham, 1907
- Hyposmocoma fugitiva (Walsingham, 1907)
- Hyposmocoma fulvida Walsingham, 1907
- Hyposmocoma fulvocervina Walsingham, 1907
- Hyposmocoma fulvogrisea (Walsingham, 1907)
- Hyposmocoma fuscodentata (Walsingham, 1907)
- Hyposmocoma fuscofusa (Walsingham, 1907)
- Hyposmocoma fuscopurpurata Zimmerman,
- Hyposmocoma hirsuta (Walsingham, 1907)
- Hyposmocoma homopyrrha (Meyrick, 1935)
- Hyposmocoma humerella (Walsingham, 1907)
- Hyposmocoma incongrua (Walsingham, 1907)
- Hyposmocoma inflexa Walsingham, 1907
- Hyposmocoma insinuatrix Meyrick, 1928
- Hyposmocoma jugifera Meyrick, 1928
- Hyposmocoma kauaiensis (Walsingham, 1907)
- Hyposmocoma latiflua Meyrick, 1915
- Hyposmocoma lichenalis (Walsingham, 1907)
- Hyposmocoma lignicolor (Walsingham, 1907)
- Hyposmocoma limata Walsingham, 1907
- Hyposmocoma longitudinalis Walsingham, 1907
- Hyposmocoma lugens Walsingham, 1907
- Hyposmocoma lunifer Walsingham, 1907
- Hyposmocoma mactella (Walsingham, 1907)
- Hyposmocoma maestella Walsingham, 1907
- Hyposmocoma malacopa Meyrick, 1915
- Hyposmocoma margella (Walsingham, 1907)
- Hyposmocoma mediocris (Walsingham, 1907)
- Hyposmocoma mormopica (Meyrick, 1935)
- Hyposmocoma municeps (Walsingham, 1907)
- Hyposmocoma mystodoxa Meyrick, 1915
- Hyposmocoma nemo (Walsingham, 1907)
- Hyposmocoma nemoricola (Walsingham, 1907)
- Hyposmocoma nigrodentata Walsingham, 1907
- Hyposmocoma ningorella (Walsingham, 1907)
- Hyposmocoma ningorifera (Walsingham, 1907)
- Hyposmocoma nipholoncha Meyrick, 1935
- Hyposmocoma niveiceps Walsingham, 1907
- Hyposmocoma obliterata Walsingham, 1907
- Hyposmocoma obscura Walsingham, 1907
- Hyposmocoma ocellata Walsingham, 1907
- Hyposmocoma ochreovittella Walsingham, 1907
- Hyposmocoma oculifera Walsingham, 1907
- Hyposmocoma ossea Walsingham, 1907
- Hyposmocoma pallidipalpis Walsingham, 1907
- Hyposmocoma palmifera (Meyrick, 1935)
- Hyposmocoma palmivora Meyrick, 1928
- Hyposmocoma paltodorella (Walsingham, 1907)
- Hyposmocoma passerella (Walsingham, 1907)
- Hyposmocoma petalifera (Walsingham, 1907)
- Hyposmocoma petroptilota (Walsingham, 1907)
- Hyposmocoma phantasmatella Walsingham, 1907
- Hyposmocoma philocharis (Meyrick, 1915)
- Hyposmocoma pittospori (Swezey, 1920)
- Hyposmocoma plumbifer (Walsingham, 1907)
- Hyposmocoma pluviella (Walsingham, 1907)
- Hyposmocoma poeciloceras (Walsingham, 1907)
- Hyposmocoma polia (Walsingham, 1907)
- Hyposmocoma praefracta (Meyrick, 1935)
- Hyposmocoma pritchardiae (Swezey, 1933)
- Hyposmocoma psaroderma (Walsingham, 1907)
- Hyposmocoma pucciniella Walsingham, 1907
- Hyposmocoma puncticiliata (Walsingham, 1907)
- Hyposmocoma punctifumella Walsingham, 1907
- Hyposmocoma quadripunctata Walsingham, 1907
- Hyposmocoma quadristriata Walsingham, 1907
- Hyposmocoma radiatella Walsingham, 1907
- Hyposmocoma rediviva (Walsingham, 1907)
- Hyposmocoma repandella (Walsingham, 1907)
- Hyposmocoma roseofulva Walsingham, 1907
- Hyposmocoma rotifer (Walsingham, 1907)
- Hyposmocoma rusius Walsingham, 1907
- Hyposmocoma rutilellum (Walsingham, 1907)
- Hyposmocoma sagittata (Walsingham, 1907)
- Hyposmocoma scandens Walsingham, 1907
- Hyposmocoma scepticella (Walsingham, 1907)
- Hyposmocoma sciurella (Walsingham, 1907)
- Hyposmocoma semifuscata Walsingham, 1907
- Hyposmocoma semiusta (Walsingham, 1907)
- Hyposmocoma sideroxyloni (Swezey, 1932)
- Hyposmocoma sordidella (Walsingham, 1907)
- Hyposmocoma spurcata (Walsingham, 1907)
- Hyposmocoma stigmatella Walsingham, 1907
- Hyposmocoma subargentea Walsingham, 1907
- Hyposmocoma subaurata (Walsingham, 1907)
- Hyposmocoma subeburneum (Walsingham, 1907)
- Hyposmocoma sublimata Walsingham, 1907
- Hyposmocoma subnitida Walsingham, 1907
- Hyposmocoma subocellata (Walsingham, 1907)
- Hyposmocoma subsericea Walsingham, 1907
- Hyposmocoma sudorella Walsingham, 1907
- Hyposmocoma terminella (Walsingham, 1907)
- Hyposmocoma thermoxyla Meyrick, 1915
- Hyposmocoma tigrina (Butler, 1881)
- Hyposmocoma tischeriella (Walsingham, 1907)
- Hyposmocoma trichophora (Walsingham, 1907)
- Hyposmocoma tricincta Walsingham, 1907
- Hyposmocoma trilunella Walsingham, 1907
- Hyposmocoma trivitella (Swezey, 1913)
- Hyposmocoma unicolor (Walsingham, 1907)
- Hyposmocoma veterella (Walsingham, 1907)
- Hyposmocoma vicina Walsingham, 1907
- Phân chi Hyposmochoma
- Hyposmocoma abjecta (Butler, 1881)
- Hyposmocoma adjacens (Walsingham, 1907)
- Hyposmocoma admirationis Walsingham, 1907
- Hyposmocoma advena Walsingham, 1907/
- Hyposmocoma albifrontella Walsingham, 1907
- Hyposmocoma albonivea Walsingham, 1907
- Hyposmocoma alliterata Walsingham, 1907
- Hyposmocoma alveata (Meyrick, 1915)
- Hyposmocoma anisoplecta Meyrick, 1935
- Hyposmocoma arenella Walsingham, 1907
- Hyposmocoma argentiferus (Walsingham, 1907)
- Hyposmocoma atrovittella Walsingham, 1907
- Hyposmocoma auripennis (Butler, 1881)
- Hyposmocoma auropurpurea Walsingham, 1907
- Hyposmocoma bacillella Walsingham, 1907
- Hyposmocoma bella Walsingham, 1907
- Hyposmocoma belophora Walsingham, 1907
- Hyposmocoma bilineata Walsingham, 1907
- Hyposmocoma blackburnii (Butler, 1881)
- Hyposmocoma butalidella Walsingham, 1907
- Hyposmocoma calva Walsingham, 1907
- Hyposmocoma candidella (Walsingham, 1907)
- Hyposmocoma canella Walsingham, 1907
- Hyposmocoma carbonentata Walsingham, 1907
- Hyposmocoma carnea Walsingham, 1907
- Hyposmocoma cincta Walsingham, 1907
- Hyposmocoma cinereosparsa Walsingham, 1907/
- Hyposmocoma commensella Walsingham, 1907
- Hyposmocoma communis (Swezey, 1946)
- Hyposmocoma conditella Walsingham, 1907
- Hyposmocoma continuella Walsingham, 1907
- Hyposmocoma coruscans (Walsingham, 1907)
- Hyposmocoma corvina (Butler, 1881)
- Hyposmocoma costimaculata Walsingham, 1907
- Hyposmocoma crossotis Meyrick, 1915
- Hyposmocoma cupreomaculata Walsingham, 1907
- Hyposmocoma discella Walsingham, 1907
- Hyposmocoma divisa Walsingham, 1907
- Hyposmocoma domicolens (Butler, 1881)
- Hyposmocoma elegantula (Swezey, 1934)
- Hyposmocoma empedota Meyrick, 1915
- Hyposmocoma endryas Meyrick, 1915
- Hyposmocoma evanescens Walsingham, 1907
- Hyposmocoma fallacella Walsingham, 1907
- Hyposmocoma ferricolor Walsingham, 1907
- Hyposmocoma fervida Walsingham, 1907
- Hyposmocoma filicivora Meyrick, 1935
- Hyposmocoma flavipalpis (Walsingham, 1907)
- Hyposmocoma fractinubella Wahingham, 1907
- Hyposmocoma fractistriata Walsingham, 1907
- Hyposmocoma fuscopurpurea Walsingham, 1907
- Hyposmocoma fuscotogata Walsingham, 1907
- Hyposmocoma geminella Walsingham, 1907
- Hyposmocoma genitalis Walsingham, 1907
- Hyposmocoma haleakalae (Butler, 1881)
- Hyposmocoma hemicasis Meyrick, 1935
- Hyposmocoma humerovittella Walsingham, 1907
- Hyposmocoma hygroscopa Meyrick, 1935
- Hyposmocoma illuminata Walsingham, 1907
- Hyposmocoma impunctata Walsingham, 1907
- Hyposmocoma indicella Walsingham, 1907
- Hyposmocoma intermixta Walsingham, 1907
- Hyposmocoma inversella Walsingham, 1907
- Hyposmocoma iodes Walsingham, 1907
- Hyposmocoma irregularis Walsingham, 1907
- Hyposmocoma lacertella Walsingham, 1907
- Hyposmocoma lactea Walsingham, 1907
- Hyposmocoma lacticretella Walsingham, 1907
- Hyposmocoma lebetella Walsingham, 1907
- Hyposmocoma leporella Walsingham, 1907
- Hyposmocoma lignivora (Butler, 1879)
- Hyposmocoma lineata Walsingham, 1907
- Hyposmocoma liturata Walsingham, 1907
- Hyposmocoma lixiviella Walsingham, 1907
- Hyposmocoma longisquamella (Walsingham, 1907)
- Hyposmocoma lucifer Walsingham, 1907
- Hyposmocoma ludificata Walsingham, 1907
- Hyposmocoma lupella Walsingham, 1907
- Hyposmocoma malornata Walsingham, 1907
- Hyposmocoma marginenotata Walsingham, 1907
- Hyposmocoma mediella Walsingham, 1907
- Hyposmocoma mediospurcata Walsingham, 1907
- Hyposmocoma mesorectis Meyrick, 1915
- Hyposmocoma metallica Walsingham, 1907
- Hyposmocoma metrosiderella Walsingham, 1907
- Hyposmocoma mimema Walsingham, 1907
- Hyposmocoma mimica Walsingham, 1907
- Hyposmocoma modesta Walsingham, 1907
- Hyposmocoma montivolans (Butler, 1882)
- Hyposmocoma nebulifera Walsingham, 1907
- Hyposmocoma neckerensis (Swezey, 1926)
- Hyposmocoma nephelodes Walsingham, 1908
- Hyposmocoma niger Walsingham, 1907
- Hyposmocoma nigralbida Walsingham, 1907
- Hyposmocoma nigrescens Walsingham, 1907
- Hyposmocoma nividorsella Walsingham, 1907
- Hyposmocoma notabilis Walsingham, 1907
- Hyposmocoma numida Walsingham, 1907
- Hyposmocoma ochreocervina Walsingham, 1907
- Hyposmocoma ochreociliata Walsingham, 1907
- Hyposmocoma oxypetra Meyrick, 1935
- Hyposmocoma paradoxa Walsingham, 1907
- Hyposmocoma parda (Butler, 1881)
- Hyposmocoma partita Walsingham, 1907
- Hyposmocoma patriciella Walsingham, 1907
- Hyposmocoma persimilis Walsingham, 1907
- Hyposmocoma petroscia Meyrick, 1915
- Hyposmocoma phalacra Walsingham, 1907
- Hyposmocoma pharsotoma Meyrick, 1915
- Hyposmocoma picticornis Walsingham, 1907
- Hyposmocoma progressa Walsingham, 1907
- Hyposmocoma prophantis Meyrick, 1915
- Hyposmocoma propinqua Walsingham, 1907
- Hyposmocoma pseudolita Walsingham, 1907
- Hyposmocoma punctiplicata Walsingham, 1907
- Hyposmocoma quinquemaculata Walsingham, 1907
- Hyposmocoma rhabdophora Walsingham, 1907
- Hyposmocoma rubescens Walsingham, 1907
- Hyposmocoma sabulella Walsingham, 1907
- Hyposmocoma saccophora Walsingham, 1907
- Hyposmocoma saliaris Walsingham, 1907
- Hyposmocoma scapulellum (Walsingham, 1907)
- Hyposmocoma schismatica Walsingham, 1907
- Hyposmocoma scolopax Walsingham, 1907
- Hyposmocoma semicolon (Walsingham, 1907)
- Hyposmocoma semifusa (Walsingham, 1907)
- Hyposmocoma sideritis Walsingham, 1907
- Hyposmocoma similis Walsingham, 1907
- Hyposmocoma somatodes Walsingham, 1907
- Hyposmocoma straminella Walsingham, 1907
- Hyposmocoma subcitrella Walsingham, 1907
- Hyposmocoma subflavidella Wralsingham, 1907
- Hyposmocoma subscolopax Walsingham, 1907
- Hyposmocoma suffusa (Walsingham, 1907)
- Hyposmocoma suffusella (Walsingham, 1907)
- Hyposmocoma swezeyi (Busck, 1914)
- Hyposmocoma syrrhaptes Walsingham, 1907
- Hyposmocoma tarsimaculata Walsingham, 1907
- Hyposmocoma tenuipalpis Walsingham, 1907
- Hyposmocoma tetraonella Walsingham, 1907
- Hyposmocoma thiatma Meyrick, 1935
- Hyposmocoma thoracella Walsingham, 1907
- Hyposmocoma tomentosa Walsingham, 1907
- Hyposmocoma torella Walsingham, 1907
- Hyposmocoma torquata Walsingham, 1907
- Hyposmocoma trifasciata (Swezey, 1915)
- Hyposmocoma trimaculata Walsingham, 1907
- Hyposmocoma trimelanota Meyrick, 1935
- Hyposmocoma tripartita Walsingham, 1907
- Hyposmocoma triptila Meyrick, 1915
- Hyposmocoma trossulella Walsingham, 1907
- Hyposmocoma turdella Walsingham, 1907
- Hyposmocoma unistriata Walsingham, 1907
- Hyposmocoma vermiculata Walsingham, 1907
- Hyposmocoma vinicolor Walsingham, 1907
- Hyposmocoma virgata Walsingham, 1907
- Chưa chắc chắn
- Hyposmocoma ekemamao Schmitz và Rubinoff, 2009
- Hyposmocoma kaikuono Schmitz & Rubinoff, 2008
- Hyposmocoma kapakai Schmitz & Rubinoff, 2008
- Hyposmocoma kaupo Schmitz & Rubinoff, 2008
- Hyposmocoma kikokolu Schmitz và Rubinoff, 2009
- Hyposmocoma laysanensis Schmitz và Rubinoff, 2009
- Hyposmocoma menehune Schmitz và Rubinoff, 2009
- Hyposmocoma mokumana Schmitz và Rubinoff, 2009
- Hyposmocoma molluscivora Haines & Rubinoff, 2006
- Hyposmocoma nihoa Schmitz và Rubinoff, 2009
- Hyposmocoma opuumaloo Schmitz và Rubinoff, 2009
- Hyposmocoma papahanau Schmitz và Rubinoff, 2009

## Hình ảnh

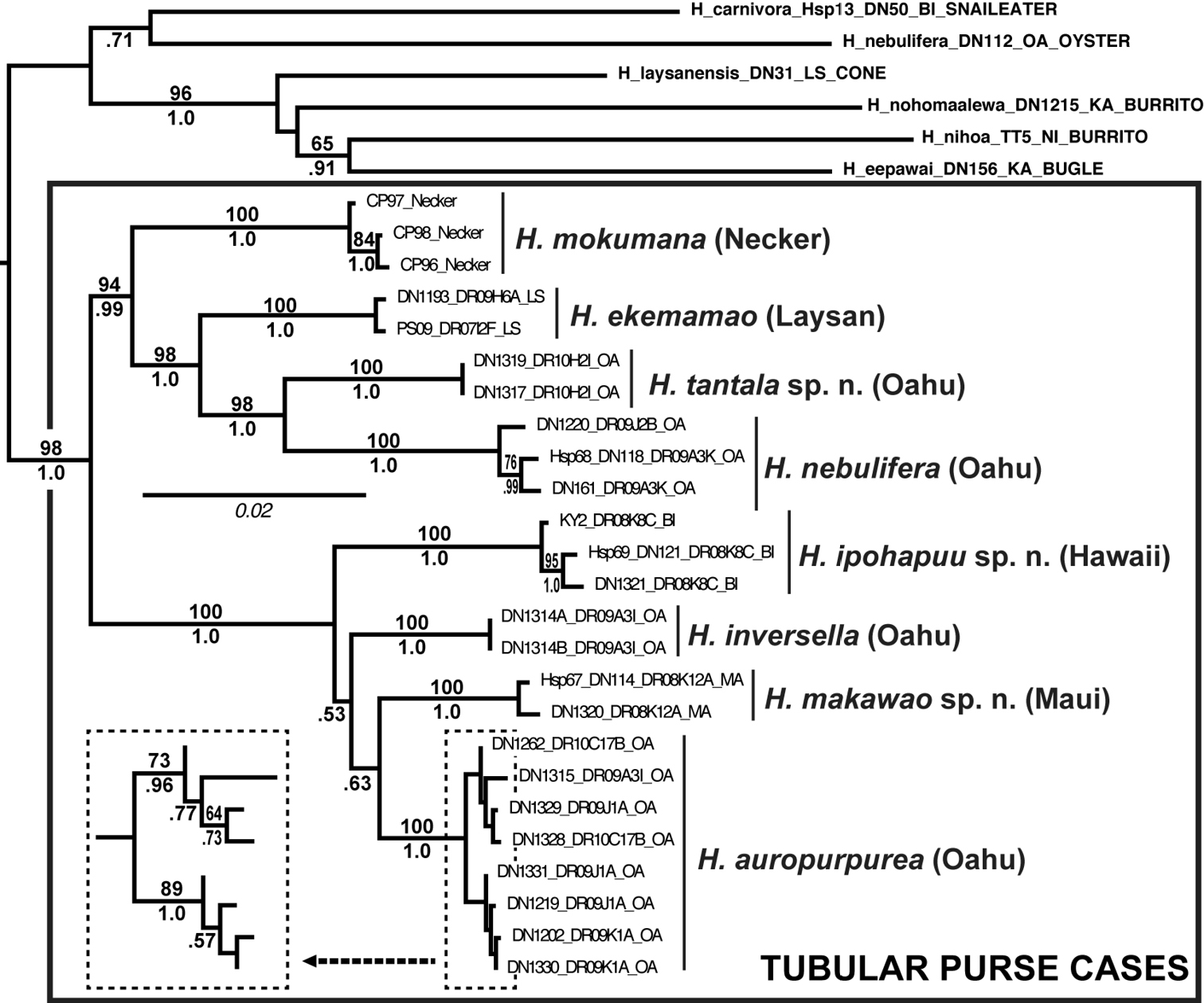
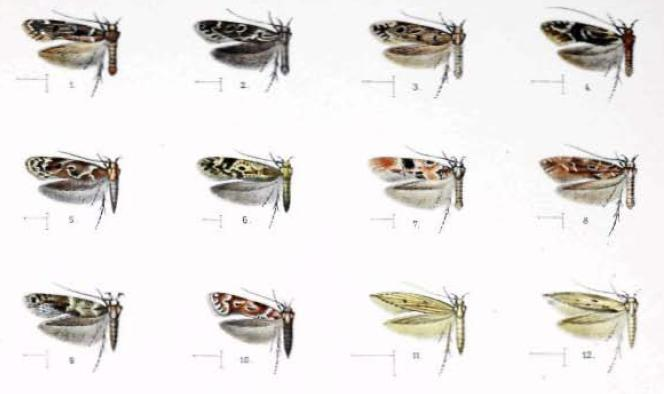
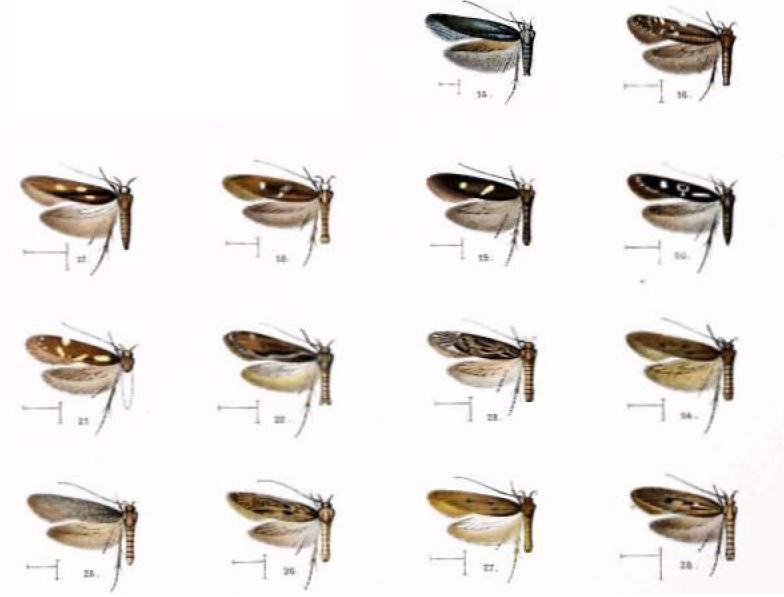
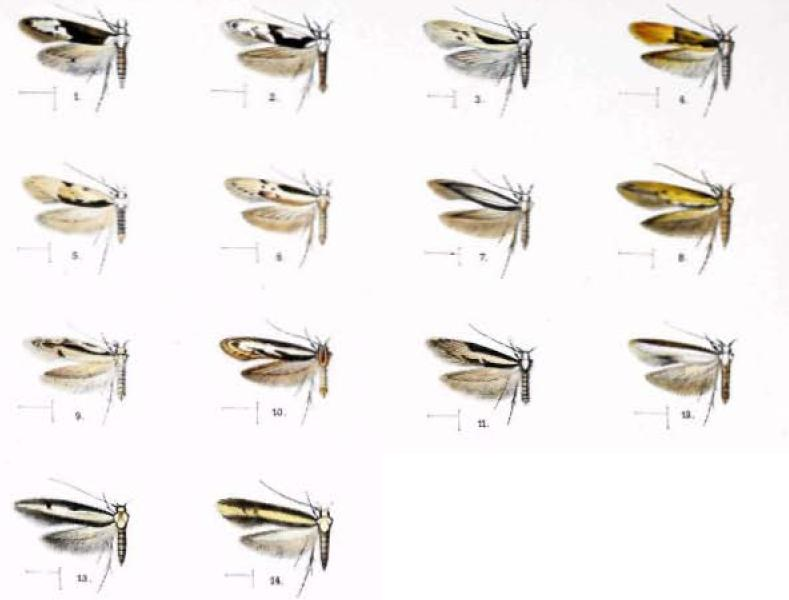